# Natalja Woronina
Natalja Siergiejewna Woronina (ros. Наталья Сергеевна Воронина; ur. 21 października 1994 w Niżnym Nowogrodzie) – rosyjska łyżwiarka szybka, trzykrotna medalistka mistrzostw świata.

## Kariera
Największy sukces w karierze Natalja Woronina osiągnęła w 2015 roku, kiedy wspólnie z Olgą Graf i Juliją Skokową zdobyła brązowy medal w biegu drużynowym podczas dystansowych mistrzostw świata w Heerenveen. Na tych samych mistrzostwach była także piętnasta w starcie masowym i trzynasta na dystansie 3000 m. W 2015 roku wystartowała także na wielobojowych mistrzostwach Europy w Czelabińsku, gdzie zajęła siódme miejsce. Najlepszy wynik na tej imprezie uzyskała w biegu na 5000 m, który ukończyła na szóstej pozycji. Brązowe medal w drużynie zdobyła też na rozgrywanych rok później dystansowych mistrzostwach świata w Kołomnie oraz dystansowych mistrzostwach świata w Gangneung w 2017 roku.
Na igrzyskach olimpijskich w Pjongczangu (2018) wystąpiła jako reprezentantka ekipy sportowców olimpijskich z Rosji.